# Mary Worth

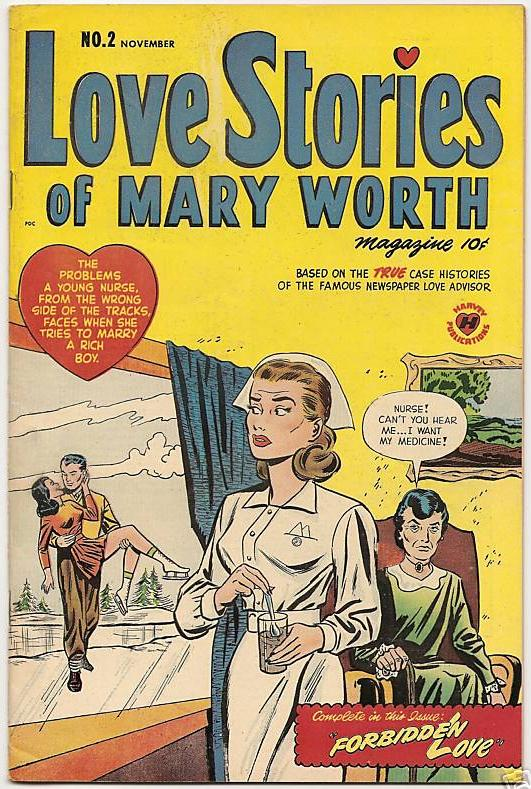
Love Stories of Mary Worth #2, Harvey Comics, Novembre 1949

Mary Worth est une série de bande dessinée des Américains Allen Saunders et Dale Conner Ulrey diffusée sous forme de comic strip depuis 1939 par King Features Syndicate. De 1942 à 1985, la série est dessinée par Ken Ernst.
Mary Worth est une femme du monde élégante vivant diverses aventures sentimentales.
Mary Worth remplaçait le comic strip de Martha Orr diffusé depuis octobre 1934 Apple Mary, dont l'héroïne homonyme était une femme d'âge mûr touchée par la grande dépression, et dont la popularité s'était effritée avec la fin de la crise.